# こそあどの森の物語
『こそあどの森の物語』(こそあどのもりのものがたり) は、理論社より出版されている岡田淳の児童向け小説シリーズ。
1994年より刊行され、2017年に本編は完結したが、その後も短編集が刊行されている。

1～3巻で1995年に野間児童文芸賞を受賞。1998年には国際アンデルセン賞のオナーリストに選定された。

## 概要
この森でもなければその森でもない、あの森でもなければどの森でもない、「こそあどの森」に住む風変わりな住人と、その周りで巻きおこる変わった出来事を書いたファンタジー。

## シリーズ一覧
1. ふしぎな木の実の調理法 (1994年1月発行、ISBN 978-4-652-00611-5)
2. まよなかの魔女の秘密 (1995年1月発行、ISBN 978-4-652-00612-2)
3. 森のなかの海賊船 (1995年1月発行、ISBN 978-4-652-00613-9)
4. ユメミザクラの木の下で (1998年1月発行、ISBN 978-4-652-00614-6)
5. ミュージカルスパイス (1999年1月発行、ISBN 978-4-652-00615-3)
6. はじまりの樹の神話 (2001年1月発行、ISBN 978-4-652-00616-0)
7. だれかののぞむもの (2005年1月発行、ISBN 978-4-652-00617-7)
8. ぬまばあさんのうた (2006年2月発行、ISBN 978-4-652-00618-4)
9. あかりの木の魔法 (2007年1月発行、ISBN 978-4-652-00672-6)
10. 霧の森となぞの声 (2009年1月発行、ISBN 978-4-652-00673-3)
11. 水の精とふしぎなカヌー (2013年10月発行、ISBN 978-4-652-20027-8)
12. 水の森の秘密 (2017年2月発行、ISBN 978-4-652-20192-3)

短編集
- こそあどの森のおとなたちが子どもだったころ (2021年4月発行、ISBN 978-4-652-20429-0)
- こそあどの森のないしょの時間 (2024年5月発行、ISBN 978-4-652-20606-5)
- こそあどの森のひみつの場所 (2024年10月発行、ISBN 978-4-652-20607-2)

## 登場人物

### こそあどの森に住む人々
スキッパー
物語の主人公。バーバさんといっしょにウニマルと呼ばれる家に住んでいる。バーバさんと2人暮しだが、バーバさんは仕事の関係で家を空けることが多く、1人暮らしのことが多い。人と何かをするよりは、1人で本を読んだり星を見たりすることを好む。博物学者であるバーバさんの蔵書をよく読んでいるため、かなり博識。
ふたご
スキッパーの友達の双子の女の子。いつも2人でいる。見た目には判別不可能。湖の島にある巻貝のような家に住んでいる。気分によって名前を変えてしまうため、作品によって名前が違う。お菓子のようなものばかり食べており、ヨットを操るのがとても上手。
トワイエさん
作家。もともとはスミレさんとギーコさんの家に下宿していたが、今は木の上の屋根裏部屋 (嵐によって飛ばされてきた屋根裏部屋が木に引っかかってできたもの) に住んでいる。考えながら話す性格。
トマトさん
湯わかしが半分地中に埋まったような家にポットさんと2人で住んでいる。よくポットさんに「キスして」とせがむ。お客をもてなすのが大好き。体が大きく、自分の家の地下倉庫に入ることができない。夏至の日から三日間、夜の間は魔女トメイトウになるが、その間の記憶はトマトさんにはない。子供の頃はバスケットの家に住んでいた。
ポットさん
トマトさんの夫。よく湯わかしの家の外で農作業をしている。トマトさんに比べて小さいため、トマトさんにキスするためには椅子か何かによじ登らなくてはならない。湯わかしの家には子供の頃から両親、祖父母と共に住んでいた。
スミレさん
ガラス瓶の家にギーコさんと2人で住んでいる。少し皮肉っぽい口調で話すため、スキッパーやふたごは彼女のことが少し苦手。特にふたごには厳しい。ハーブを育てることと詩を読むことが好き。不思議な勘がはたらくことがある。
ギーコさん
スミレさんの弟で、大工。非常に物静か。自分が作った物には木と月を組み合わせたマークをつける。家の近くにクルミの形の作業小屋を持っており、大きな作業はそこで行う。子供の頃は踏み台の形の家に住んでおり、父親も大工だった。
バーバさん
博物学者のおばさん。スキッパーと一緒にウニマルに住んでいるが、しょっちゅう世界各地の珍しいものを調査しに旅行するため、作品中では大抵こそあどの森にいない。

### そのほかの人物
ドーモさん
1巻、5巻、7巻、12巻に登場。こそあどの森に手紙を運んでくる郵便局員。
ナルホドとマサカ
1巻、3巻に登場。二人組みの旅の笛吹き。海賊フラフラの宝を探している。
ウサギ
4巻でスキッパーが出会った女の子。スキッパーが最初ウサギと間違えたためそう呼ばれるようになった。スキッパーやふたごと一緒に遊ぶが、かくれんぼをしている途中にいなくなってしまう。
ホタルギツネ
尾がホタルのように光り、人間の言葉を話す不思議なキツネ。もともとは普通のキツネであったが、トメイトウによってホタルギツネにされた。6巻でスキッパーに助けを求めて来た事からスキッパーと友達になる。その後ハシバミと一緒に太古の世界へ行ってしまう。
ハシバミ
6巻に登場。太古の世界から時間を越えてこそあどの森にやってきた女の子。